# Futbolista del Año Fútbol de Primera
El premio al Futbolista del año Fútbol de Primera, conocido hasta 2012 como el Futbolista Honda del año (en inglés: Honda Player of the Year) es un premio otorgado todos los años a quien la prensa especializada estadounidense considera fue el mejor jugador de la selección de fútbol de ese país. El galardón es organizado por el programa de radio estadounidense de habla hispana, Fútbol de Primera. Hasta 2011, el premio era auspiciado por la automotriz Honda, y cada ganador recibía un automóvil como reconocimiento.
En el año 2000, Fútbol de Primera organizó una edición especial del premio para entregarlo al mejor jugador de la década, otorgando el galardón a Eric Wynalda. En 2009, el premio al jugador de la década fue recibido por Landon Donovan.

## Ganadores

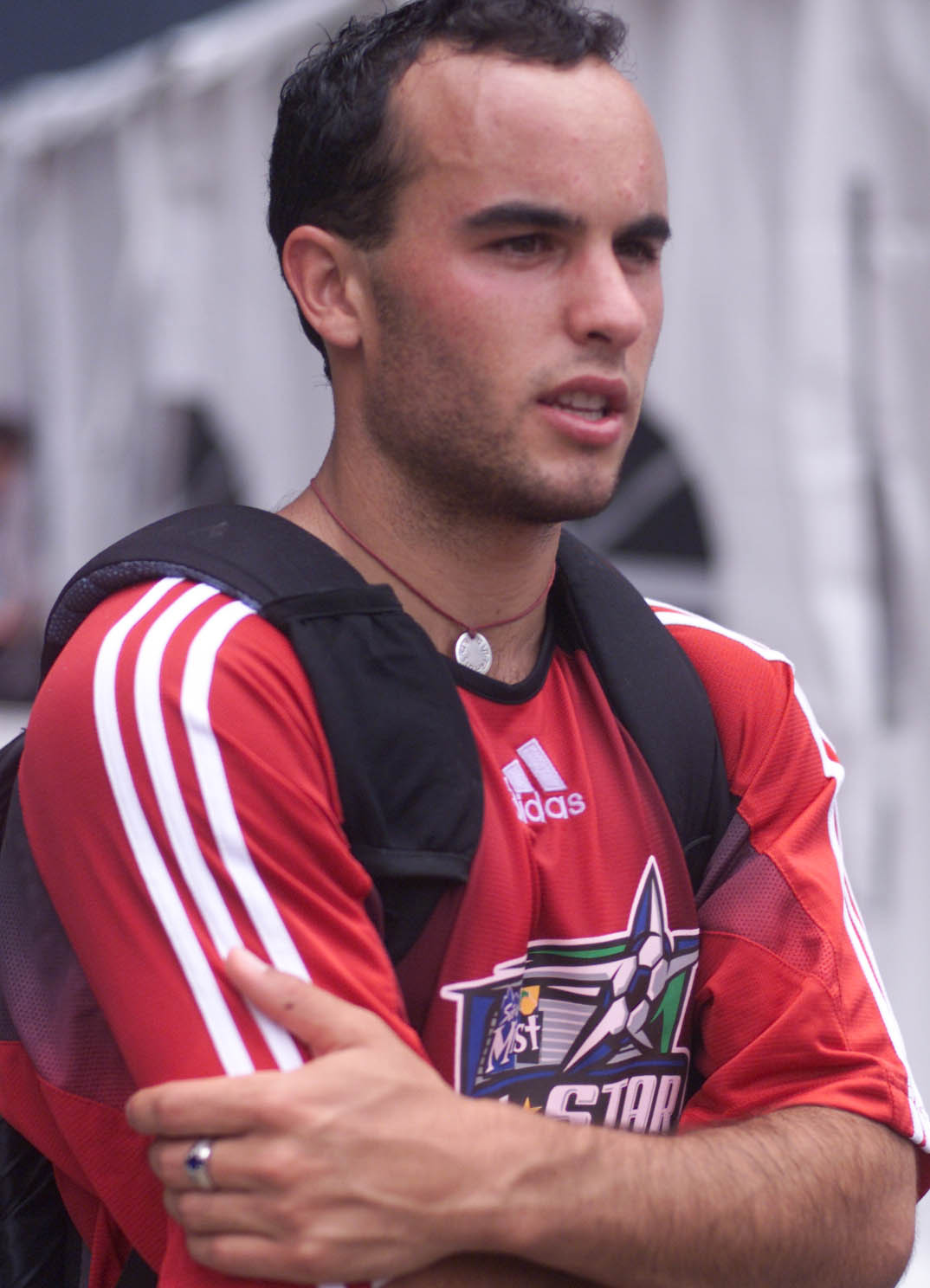
Landon Donovan ha ganado el premio en siete ocasiones.

| Futbolista del año | Futbolista del año | Futbolista del año | Futbolista del año |
| Año                | Ganador            | Segundo lugar      | Tercer lugar       |
| ------------------ | ------------------ | ------------------ | ------------------ |
| 2017               | Christian Pulisic  | Jozy Altidore      | Michael Bradley    |
| 2016               | Jozy Altidore      | Christian Pulisic  | Michael Bradley    |
| 2015               | Michael Bradley    | Clint Dempsey      | Jozy Altidore      |
| 2014               | Tim Howard         | Jermaine Jones     | Clint Dempsey      |
| 2013               | Jozy Altidore      | Michael Bradley    | Landon Donovan     |
| 2012               | Clint Dempsey      | Michael Bradley    | Tim Howard         |
| 2011               | Clint Dempsey      | Tim Howard         | Landon Donovan     |
| 2010               | Landon Donovan     | Michael Bradley    | Clint Dempsey      |
| 2009               | Landon Donovan     | Tim Howard         | Jozy Altidore      |
| 2008               | Landon Donovan     | Tim Howard         | Clint Dempsey      |
| 2007               | Landon Donovan     | Tim Howard         | Carlos Bocanegra   |
| 2006               | Clint Dempsey      | Kasey Keller       | Brian McBride      |
| 2005               | Kasey Keller       | Landon Donovan     | DaMarcus Beasley   |
| 2004               | Landon Donovan     | DaMarcus Beasley   | Carlos Bocanegra   |
| 2003               | Landon Donovan     | Brian McBride      | Carlos Bocanegra   |
| 2002               | Landon Donovan     | Brad Friedel       | Claudio Reyna      |
| 2001               | Earnie Stewart     | Claudio Reyna      | Jeff Agoos         |
| 2000               | Claudio Reyna      | Tony Meola         | Joe-Max Moore      |
| 1999               | Kasey Keller       | Claudio Reyna      | Cobi Jones         |
| 1998               | Cobi Jones         | Kasey Keller       | Eddie Pope         |
| 1997               | Eddie Pope         | Claudio Reyna      | Kasey Keller       |
| 1996               | Eric Wynalda       | Kasey Keller       | Roy Lassiter       |
| 1995               | Alexi Lalas        | John Harkes        | Marcelo Balboa     |
| 1994               | Marcelo Balboa     | Alexi Lalas        | Tony Meola         |
| 1993               | Thomas Dooley      | Alexi Lalas        | Tab Ramos          |
| 1992               | Eric Wynalda       | Marcelo Balboa     | Tab Ramos          |
| 1991               | Hugo Pérez         | Tony Meola         | Marcelo Balboa     |